# Бойко Олег Васильович
Оле́г Васи́льович Бо́йко (2003 р.н.) — український фрістайліст, майстер спорту України.

## Життєпис
На дорослому чемпіонаті України 2024 року з фрістайлу фріскі у Буковелі здобув срібну медаль серед чоловіків у біг-ейрі.
Студент Національного університету фізичного виховання і спорту України.
У 2025 році на зимовій Універсіаді в Турині (Італія) здобув срібну медаль серед чоловіків у біг-ейрі.